# Васьків (хутір)
Васьків (рос. дореф. Васьковъ, рос. Васьков) — колишній хутір у Гладковицькій волості Овруцького повіту Волинської губернії та Кам'яно-Товкачівській сільській раді Овруцького району Коростенської округи.

## Населення
У 1906 році в поселенні налічувалося 59 жителів, дворів — 12.

## Історія
Можливо, назва х. Васильчуків трансформувалася у Васьків.
У 1906 році — хутір Гладковицької волості (1-го стану) Овруцького повіту Волинської губернії. Відстань до повітового центру, м. Овруч, становила 17 верст, до волосного центру, с. Гладковичі — 12 верст. Найближче поштово-телеграфне відділення розташовувалося в Овручі.
У 1923 році увійшов до складу новоствореної Кам'яно-Товкачівської сільської ради, яка, 7 березня 1923 року, включена до складу новоутвореного Овруцького району Коростенської округи. Розміщувався за 12 верст від районного центру, м. Овруч.
Знятий з обліку до 1 жовтня 1941 року.